# Тополі (Бахчисарайський район)
Топо́лі (крим. Topoli) — село в Україні, у Бахчисарайському районі Автономної Республіки Крим. Підпорядковане Поштівській селищній раді. Розташоване на півночі району.

## Населення
Згідно з переписом УРСР 1989 року чисельність наявного населення села становила 190 осіб, з яких 88 чоловіків та 102 жінки.
За даними перепису населення 2001 року, у селі мешкало 693 особи. Мовний склад населення села був таким:
| Мова              | Число ос. | Відсоток |
| ----------------- | --------- | -------- |
| українська        | 28        | 4,04     |
| кримськотатарська | 374       | 53,97    |
| російська         | 253       | 36,51    |
| грецька           | 2         | 0,29     |
| болгарська        | 1         | 0,14     |